# Puchar Polski w hokeju na lodzie 2002/2003
Puchar Polski w hokeju na lodzie 2002 – 5. edycja Pucharu Polski w hokeju na lodzie została rozegrana w dniach od 28 sierpnia 2002 roku do 4 lutego 2003 roku.
Większość klubów zrezygnowało z udziału w rozgrywkach z powodu problemów finansowych.

## Plan rozgrywek
Rozgrywki składały się w czterech części:
- Runda wstępna: 28 sierpnia-1 września 2002
- Ćwierćfinał: 8 listopada 2002
- Półfinał: 17–20 grudnia 2002
- Finał: 4 lutego 2003

## Runda wstępna

### Pierwsze mecze
| 28 sierpnia 2002 | TKH Toruń     | – | Orlik Opole | 10:0 (5:0, 2:0, 3:0) |
| 28 sierpnia 2002 | SMS Sosnowiec | – | KTH Krynica | 3:5 (0:1, 2:3, 1:1)  |

### Rewanże
| 1 września 2002 | Orlik Opole | – | TKH Toruń     | 2:10 (0:4, 2:5, 0:1) |
| 1 września 2002 | KTH Krynica | – | SMS Sosnowiec | 5:5 (0:2, 1:3, 4:0)  |

## Ćwierćfinały

### Pierwsze mecze
| 8 listopada 2002 | KTH Krynica         | – | GKS Tychy          | 4:7 (1:0, 1:4, 2:3) |
| 8 listopada 2002 | TKH Toruń           | – | GKS Katowice       | (w.o)               |
| 8 listopada 2002 | Stoczniowiec Gdańsk | – | Zagłębie Sosnowiec | (w.o)               |
| 8 listopada 2002 | Unia Oświęcim       | – | Podhale Nowy Targ  | (w.o)               |

## Półfinały

### Pierwsze mecze
| 17 grudnia 2002 | TKH Toruń | – | Stoczniowiec Gdańsk | 6:4 (1:1, 3:1, 2:2) |
| 18 grudnia 2002 | GKS Tychy | – | Unia Oświęcim       | 3:4 (2:0, 0:2, 1:2) |

### Rewanże
| 20 grudnia 2002 | Stoczniowiec Gdańsk | – | TKH Toruń | 7:3 (1:0, 4:3, 2:0) |
| 20 grudnia 2002 | Unia Oświęcim       | – | GKS Tychy | 5:4 (1:2, 1:1, 3:1) |

## Finał
| 4 lutego 2003 | Dwory SA Unia Oświęcim | 6:2 | Stoczniowiec Gdańsk | Hala Torwar II, Warszawa |

| Szczegóły      | Szczegóły | Szczegóły       | Szczegóły | Szczegóły |
| -------------- | --- | --------------- | --- | --- |
| Godzina: 18:00 | M. Dulęba (EQ) 04:00 M. Puzio (EQ) 14:00 D. Řimský (EQ) 30:00 W. Klisiak (EQ) 33:00 S. Gonera (PP) 54:00 D. Laszkiewicz (EQ) 59:00 | (2:0, 2:1, 2:1) | 37:00 (EQ) M. Justka 46:00 (EQ) W. Jankowski (R. Błażowski) | Widzów: 1200 Sędzia główny: Leszek Więckowski (Warszawa) Sędziowie liniowi: Leszek Kubiszewski (Katowice) Paweł Meszyński (Bytom) |
| Godzina: 18:00 | 18 min. kar |                 | 4 min. kar | Widzów: 1200 Sędzia główny: Leszek Więckowski (Warszawa) Sędziowie liniowi: Leszek Kubiszewski (Katowice) Paweł Meszyński (Bytom) |
| Godzina: 18:00 | Skład: Bramkarz T. Jaworski I piątka P.Cinalski, M. Dulęba M. Jakubik, M. Jaros, R. Kelner II piątka J. Gabryś, M. Kozak W. Klisiak, D. Laszkiewicz, D. Řimský III piątka S. Łabuz, J. Zamojski M. Stebnicki, W. Wojtarowicz, P. Rozum IV piątka S. Gonera, J. Kłys M. Puzio, A. Parzyszek Trener: Karel Suchánek |                 | Skład: Bramkarz P. Jakubowski I piątka Ł. Sokół, R. Fraszko A. Bagiński, M. Justka, A. Raszczynski II piątka B. Leśniak, S. Bukowski A. Myszka, Z. Jurásek, M. Moskal III piątka R. Cychowski, B. Wróbel R. Błażowski, A. Fraszko, W. Jankowski IV piątka Zalewski, S. Soliński, M. Smeja Trener: Marian Pysz | Widzów: 1200 Sędzia główny: Leszek Więckowski (Warszawa) Sędziowie liniowi: Leszek Kubiszewski (Katowice) Paweł Meszyński (Bytom) |